# Piotr Samuel Grudziński
Piotr Samuel Grudziński herbu Grzymała (zmarł w 1653) starosta mieściski 1625 - 1642, a później starosta grodowy średzki 1642 - 1653. 

## Życiorys
Właściciel dóbr kórnickich (1 miasto i 17 wsi) i Sobkowo w piotrkowskim. Wybudował zamek w miejscowości Ślemień. Jego żoną była Katarzyna Komorowska 2v. Lacka - marszałkowa wielka litewska, dziedziczka dóbr chrzanowskich w oświęcimskim (Chrzanów, Libiąż Mały, Balin i Kąty) oraz dóbr ślemieńskich w żywieckim (Ślemień, Gilowice, Rychwałd). właścicielka Państwa Ślemieńskiego.